# Zbytiny (stacja kolejowa)
Zbytiny – stacja kolejowa w miejscowości Zbytiny, w kraju południowoczeskim, w Czechach. Znajduje się na wysokości 800 m n.p.m..  
Na stacji nie ma możliwości zakupu biletów, a obsługa podróżnych odbywa się w pociągu.

## Linie kolejowe
- 197 Číčenice - Volary - Nové Údolí